# 濁川 (福島市)
濁川（にごりかわ）は、福島県福島市を流れる河川であり、一級水系阿武隈川水系の一次支流である。

## 地理
福島盆地南西端の小田地区、福島市クレー射撃場付近を水源とし、永井川地区で平田川と合流、また南町で大森川と合流した直後に阿武隈川に合流する。上流部は田園地帯を流れ、下流部では市街地の合間を流れる水路状の河川として流れている。

## 災害
川幅が狭く流下能力が低いうえ、河口付近で大森川と合流、阿武隈川の直下流では新川や荒川と合流し水位上昇がしやすいために水害が発生しやすい。1986年8月の8.5水害では南町は最大深度4～5mほどまで浸水する被害が出た。この結果を受けて部分的に小規模の改修工事等が行われた。2019年10月12日から10月13日にかけて当地を襲った令和元年東日本台風によりこれを上回る大雨が発生し濁川も水位が上昇、国道115号線濁川橋付近には堤状の土手があり、その付近等から左右両岸共に越水した。左岸の土手は決壊した。左岸の郷野目地区、右岸の鳥谷野地区に浸水被害が出た。決壊した左岸土手近くには雨水ポンプ場（大森川）と大森川右岸の堤がある。

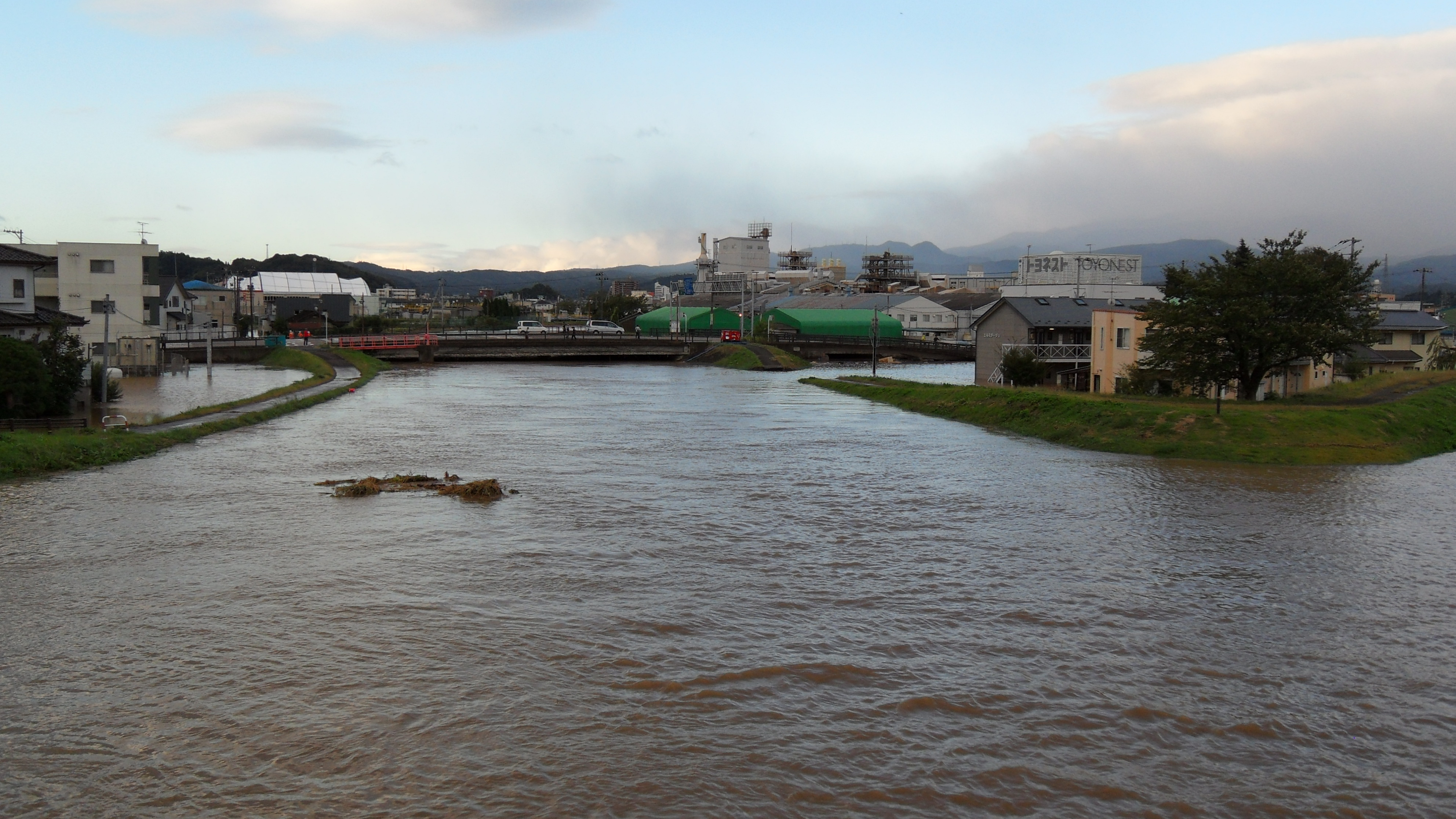
濁川橋～鳥谷野橋間 2019年10月13日

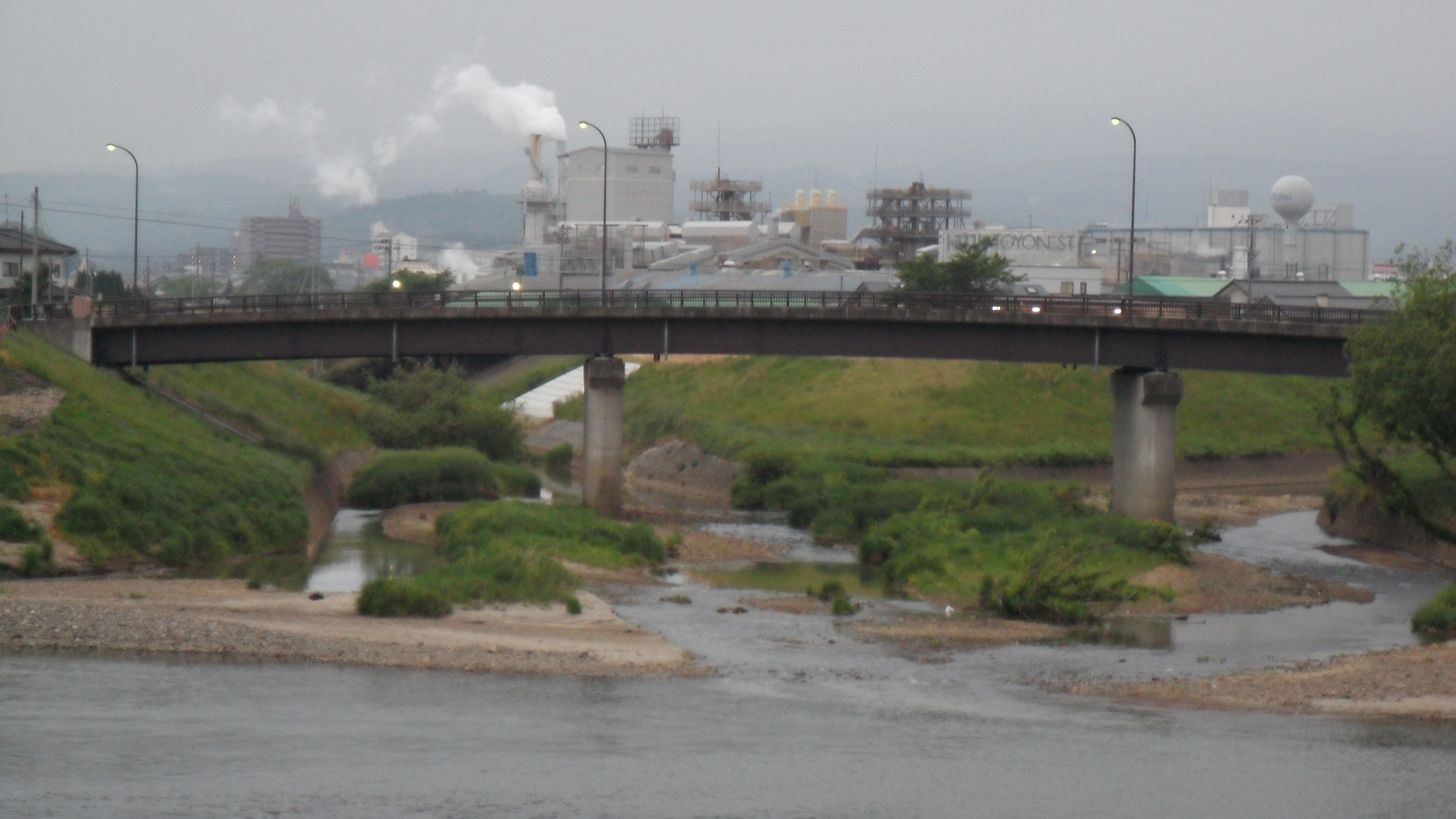
鳥谷野橋

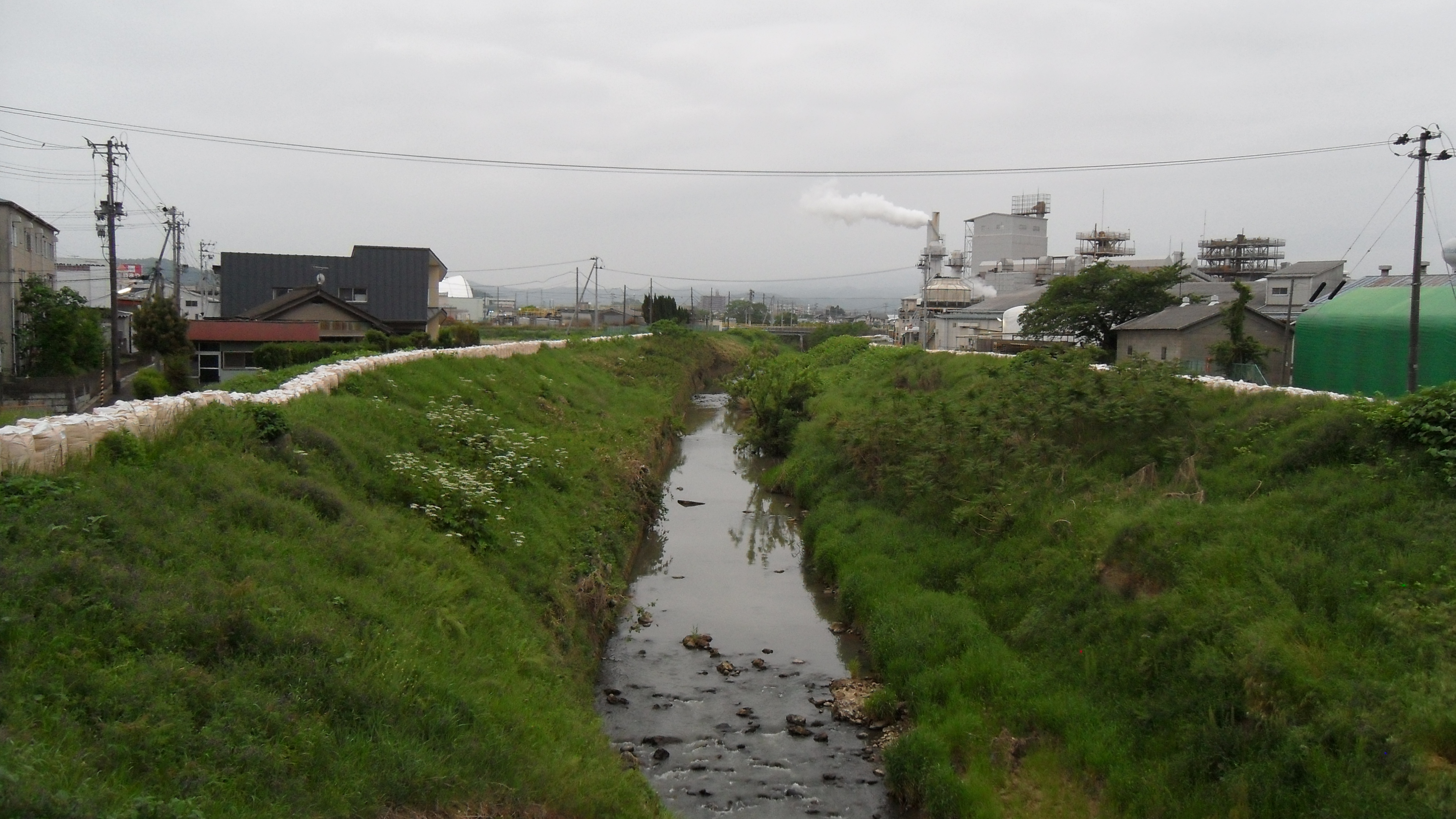
濁川橋より上流

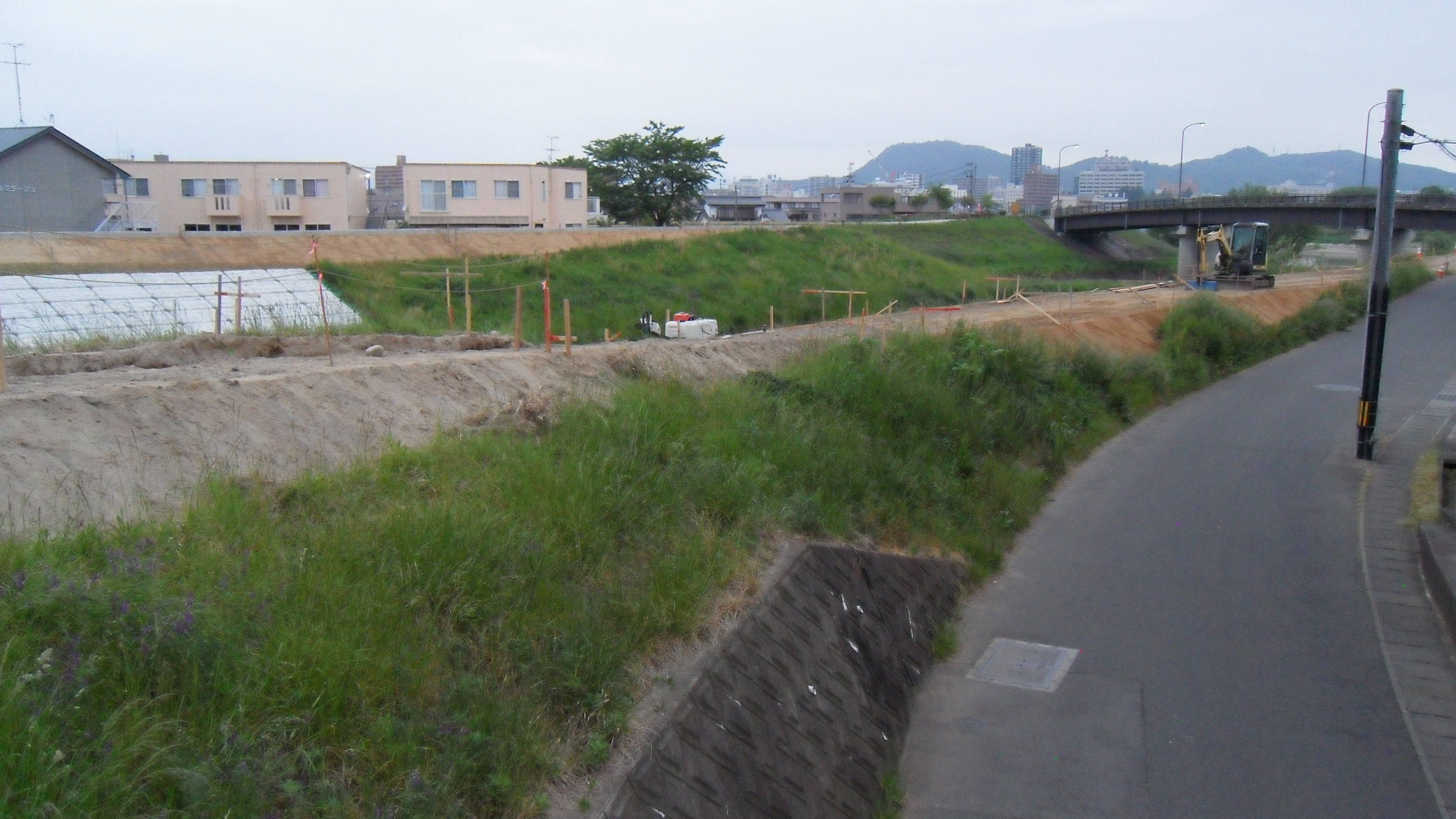
工事中の濁川橋と鳥谷野橋の間 2020年5月16日

## 流域の自治体
福島県
- 福島市

## 支流
下流より記載
- 大森川
- 馬川
- 平田川
- 鎌渕川

## 主な橋梁
下流より記載
濁川
- 鳥谷野橋（福島市道145号南町稲場線）
- 濁川橋（国道115号福島西バイパス）
- 日野橋（福島市道158号堰ノ上舘線）
- 毘沙門橋（福島市道80327号毘沙門堂中ノ内線）
- 扇田橋（福島市道80335号天神沢口線）
- 田部屋橋（福島市道42号南向台黒岩線）
- 関根橋（福島市道80372号関根素利町線）
- 堰橋（福島市道80335号天神沢口線）
- 畑田橋（福島市道80378号内田畑田線）
- 濁川橋（福島市道47号南町浅川線）
- 台田橋（福島市道80375号清水内遠沖線）
- 西光寺橋（福島市道80387号宮ノ下壇ノ腰線）
- JR東北本線濁川橋梁
- 沢田橋（福島市道164号平石方木田線）
- 榎内橋（福島市道80228号光白大釜線）
- ヘンナ橋（福島市道80230号向光白光白線）
- 大橋橋（福島市道45号沢田照内線）
- 並柳橋（福島市道80242号南街道端大縄線）
- 川端東橋（福島市道80249号宮田東新田ノ目線）
- 濁川橋（東北自動車道）
- 明堂橋（福島市道80258号川ノ端明堂1号線）
- 宮田1号橋（福島市道80259号川ノ端明堂2号線）
- 宮田2号橋（福島市道80260号宮田程平1号線）
- 宮田3号橋（福島市道80262号宮田程平沖線）
- 中田橋（福島市道46号小田金谷川線）
- 中田3号橋（福島市道80264号町田杉ノ内沖線）
- 中田4号橋（福島市道80265号町田杉ノ内線）
- 作田橋（福島市道80266号鹿島東作内前線）
- 鹿島橋（福島市道80058号鹿島沖位作山線）
- 大門沖橋（福島市道80056号大門沖鹿島西線）
- 桜内前橋（福島市道80054号川添久保田線）
- 川袋橋（福島市道80051号久保田川添1号線）
- 中島前橋（福島市道80050号中島前2号線）
- 小田橋（福島市道126号大橋石田前線）
- 檀の越橋（福島県道148号水原福島線）
- 日向前橋（福島市道80045号向清水上日向前線）

大森川
- 荒川橋（福島県道148号水原福島線）
- 向橋（福島市道南町町ノ内線）
  - 全長：39.9m
  - 幅員：5.0m
  - 形式：単純PC場所打中空床版橋
  - 竣工：1996年

河川改修工事に伴い整備された。